# Синдром туморне лизе
Синдром туморне лизе (TLS) у медицини је група метаболичких компликација које се јављају након третмана канцера, обично лимфом а и леукемија, а понекад и без третмана. Те компликације су узроковане продуктима разлагања умирућих ћелија рака и обухватају хиперкалемију, хиперфосфатемију, хиперурицемију и хиперурикозурију, хипокалцемију, и консеквентну акутну Урински киселински нефропатију и акутну бубрежну инсуфицијенцију.